# Kalle Joelsson
Julius Kalle Joelsson, född 21 mars 1998 i Löddeköpinge, är en svensk fotbollsmålvakt som spelar för AIK i Allsvenskan.

## Klubblagskarriär

### Helsingborgs IF
Joelsson började spela fotboll när han var fem år gammal i IF Lödde. Som 16-åring gick Joelsson till Helsingborgs IF. Säsongerna 2015 och 2016 spelade han för samarbetsklubben HIF Akademi i Division 2.
I januari 2017 flyttades Joelsson upp i Helsingborgs IF:s A-lag, där han skrev på ett ettårskontrakt. Joelsson gjorde sin debut den 12 juli 2017 i en träningsmatch mot danska Fremad Amager. Han gjorde sin Superettan-debut den 14 augusti 2017 i en 4–0-förlust mot IK Frej. I december 2017 förlängde Joelsson sitt kontrakt med två år.
I juli 2018 lånades Joelsson ut till division 1-klubben Ängelholms FF. Säsongen 2018 slutade Helsingborgs IF på första plats i Superettan och blev uppflyttade till Allsvenskan. Joelsson gjorde sin allsvenska debut den 31 mars 2019 i en 3–1-vinst över IFK Norrköping. Joelsson blev den 15 juli samma år tvungen att utgå knäskadad i matchen mot IK Sirius, och missade på grund av skadan resten av säsongen och även stora delar av 2020 års säsong.
Joelsson hade svårt att ta tillbaka första platsen mellan stolparna efter att han tagit sig tillbaka från sin skada och det blev endast en ett fåtal matcher mellan säsongerna 2020–2021. Däremot skulle han vara tillbaka på riktigt inför säsongen 2022 när Helsingborg ännu en gång varit nere och vänt i Superettan under säsongen 2021. Från och med säsongen i Allsvenskan 2022 till och med att hans kontrakt gick ut med klubben i slutet av 2025 var Joelsson given första målvakt för laget då han kom till start i 85 av 90 matcher i seriespelet. 2022 blev han utsedd till årets HIF:are.

### AIK
Joelsson skrev den 7 januari 2025 på för den allsvenska klubben AIK, ett kontrakt som sträckte sig till och med den 31 december 2027.
Han gjorde sin debut för klubben den 14 april 2025 när han höll nollan i en 0–0-match mot Malmö FF i Allsvenskan inför 28 472 åskådare på Strawberry Arena. Joelsson fick spela sin andra Allsvenska match den 27 juli 2025 hemma mot Östers IF där han återigen höll nollan i en 0–0-match.

## Meriter
- Omgångens (4) spelare Allsvenskan 2022 [13]